# Landskabet Ejdersted
Landskabet Ejdersted (tysk: Landschaft Eiderstedt) udgjorde den sydvestligste del af Hertugdømmet Slesvig, og ligger i dag i Kreis Nordfriesland. Området der er en halvø sydvest for Husum afgrænses mod syd af Ejderens udløb i Nordsøen. Området var delt i en øst- og en vestdel, der nærmest kan sammenlignes med herreder. I administrativ henseende hørte landskabet delvist sammen med Husum Amt. Ejdersted havde ved siden af Jyske Lov en egen landskabslov. Til Ejdersted hører følgende byer og sogne:
Ejdersted Østerdelen
- Tønning, Købstad (ty: Tönning)
- Koldenbyttel (Koldenüttel)
- Vitsvort (Witzwort)
- Oldensvort (Oldenswort) med Søndre-Frederikskog og godset Hoyersvort (ty:Hoyerswort)
- Tønning Landsogn
- Kotzenbøl (Kotzenbüll)
- Kating (nu en bydel af Tønning)
- Velt (Welt) med Grothusen Kog (Grothusenkoog)
- Follervig (Vollerwiek)

Ejdersted Vesterdelen
- Garding, Købstad
- Ylvesbøl (Uelvesbüll)
- Tetenbøl (Tetenbüll)
- Katrineherd (Katarinenherd)
- Garding Landsogn
- Poppenbøl (Poppenbüll)
- Østerhever (Osterhever) med Augustkog
- Vesterhever (Westerhever)
- Tating
- Sankt Peter
- Ording

Området er meget landbrugspræget. Vigtigske byer på Ejdersted er Tønning og Garding.